# Camino Salard
El Camino Salard es una vía situada en la ciudad de Palma de Mallorca, capital de las Islas Baleares, en España. La calle está situada en el Distrito Levante y atraviesa los barrios de El Rafal Nuevo y El Vivero. Se extiende desde la Ma-3011, Camino Viejo de Sinéu, hasta la Calle Aragón. Tiene una longitud total de 1400 metros. En el número 47 se encuentra el Seminario Nuevo de Mallorca, que es además residencia de ancianos y colegio.

## Transporte

### Autobús
En autobús queda conectado mediante las siguientes líneas de la EMT: 
| Línea | Trayecto                   | Recorrido | Frecuencia |
| ----- | -------------------------- | --------- | ---------- |
| 5     | Rafal - Plaza del Progreso | Recorrido | 10 minutos |
| 34    | Son Espases - Aeropuerto   | Recorrido | 45 minutos |